# Візенданген
Візенданген (нім. Wiesendangen) — громада  в Швейцарії в кантоні Цюрих, округ Вінтертур.

## Географія
Громада розташована на відстані близько 120 км на північний схід від Берна, 25 км на північний схід від Цюриха.
Візенданген має площу 19,2 км², з яких на 16% дозволяється будівництво (житлове та будівництво доріг), 61% використовуються в сільськогосподарських цілях, 22,8% зайнято лісами, 0,2% не є продуктивними (річки, льодовики або гори).

## Демографія
2019 року в громаді мешкало 6594 особи (+12,7% порівняно з 2010 роком), іноземців було 8,9%. Густота населення становила 344 осіб/км².
За віковим діапазоном населення розподілялося таким чином: 21,1% — особи молодші 20 років, 58,4% — особи у віці 20—64 років, 20,5% — особи у віці 65 років та старші. Було 2662 помешкань (у середньому 2,5 особи в помешканні).
Із загальної кількості 1573 працюючих 172 було зайнятих в первинному секторі, 267 — в обробній промисловості, 1134 — в галузі послуг.